# ميشيل فيلرموز
ميشيل فيلرموز (بالفرنسية: Michel Vuillermoz)‏ هو كاتب سيناريو وممثل فرنسي، ولد في 18 ديسمبر 1962 في فرنسا.

## أعمال

### أفلام
- (2004) خطوبة طويلة جدا[8]
- (2004) غاضب الأخوات
- (2006) مخاوف خاصة في أماكن عامة[9]
- (2007) تكفير[10]
- (2009) العشب البري[11]
- (2011) منتصف الليل في باريس[12]
- (2012) لم ترو شيء بعد[13]

## ترشيحات
- جائزة سيزار لأفضل ممثل مساعد (2010)
- جائزة سيزار لأفضل ممثل مساعد (2013)

## وصلات خارجية
- ميشيل فيلرموز على موقع IMDb (الإنجليزية)
- ميشيل فيلرموز على موقع روتن توميتوز (الإنجليزية)
- ميشيل فيلرموز على موقع ألو سيني (الفرنسية)
- ميشيل فيلرموز على موقع ميوزك برينز (الإنجليزية)
- ميشيل فيلرموز على موقع أول موفي (الإنجليزية)
- ميشيل فيلرموز على موقع قاعدة بيانات الأفلام السويدية (السويدية)
- ميشيل فيلرموز على موقع قاعدة بيانات الفيلم (الإنجليزية)
- ميشيل فيلرموز على موقع كينوبويسك (الروسية)